# Tampat Tuan
Tampat Tuan (holandès Tampat Toewan o Tampat-toewan) fou un petit estat de l'illa de Sumatra. Sota domini holandès fou integrat dins de la regència o subresidència de la Costa Occidental d'Atjeh de les Índies Orientals Holandeses.

## Banderes
Se li coneixen quatre banderes: 
- Bandera d'estat, rectangular dividida horitzontalment en dues parts, a dalt negre i sota vermell
- Pavelló mercant, rectangular dividit horitzontalment en dues parts, a dalt vermell i sota blanc
- Pavelló civil o mercant, vermell llis
- Ús desconegut, banda vertical al pal de color negre ocupant com una cinquena part del llarg de la bandera; les altres quatre cinquenes parts dividides diagonalment de sota fins a la part superior del vol, amb vermell a la part superior i blanc a la inferior.